# Kazimierz Deyna

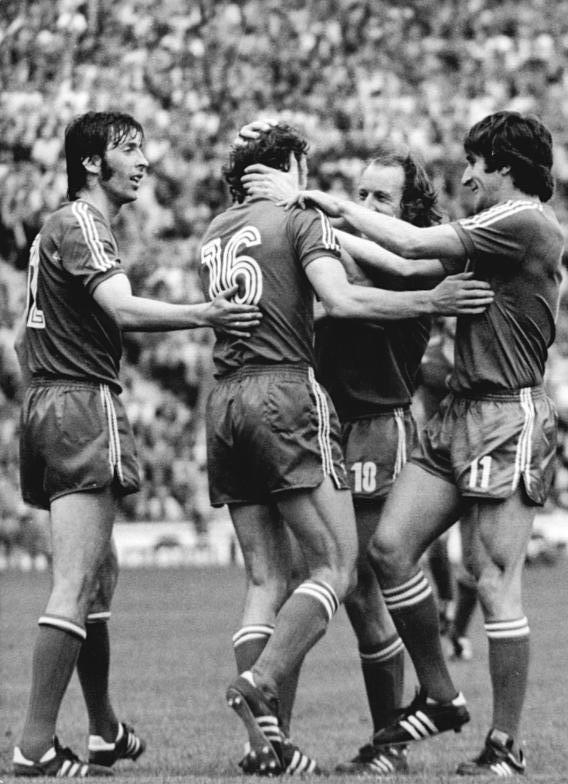
Deyna (links) 1974 bei der Fußball-Weltmeisterschaft

Kazimierz Deyna (* 23. Oktober 1947 in Starogard Gdański; † 1. September 1989 bei San Diego, Kalifornien, USA) war ein polnischer Fußballspieler. Er trug die Spitznamen „Kaka“, „General“ oder einfach nur „Kaz“.

## Karriere
Als Spieler des Armeeklubs Legia Warschau und der A-Nationalmannschaft, die 1972 olympisches Gold und 1974 den dritten Platz bei der Weltmeisterschaft in der Bundesrepublik errang, gelangte Deyna zu Weltruhm. Deyna galt vielen als einer der besten Spieler seiner Zeit und der beste Mittelfeldregisseur, den je eine polnische Auswahlmannschaft besaß.
Sein Beruf war Offizier beim polnischen Militär, jedoch gehörte Deyna nie politischen oder gesellschaftlichen Organisationen an. In der polnischen Nationalmannschaft spielte Kazimierz Deyna von 1968 bis 1978. Er debütierte am 24. April 1968 in Chorzów gegen die Türkei (8:0), sein letztes Spiel bestritt er am 21. Juni 1978 in Mendoza gegen Brasilien (1:3) im Laufe der XI. Weltmeisterschaft in Argentinien. Deyna kündigte schon nach dem zuvor verlorenen Spiel gegen Argentinien, als er den „wichtigsten Elfmeter“ seines Lebens verschoss, sein Ausscheiden aus dem Kreise der polnischen Repräsentanten an.
Insgesamt absolvierte er 97 Länderspiele und schoss 41 Tore.

## Tod
Zum Ausklang seiner Karriere ging Kazimierz Deyna in die North American Soccer League zum Verein San Diego Sockers. In Kalifornien kam er am 1. September 1989 bei einem Verkehrsunfall ums Leben: Er war um 1:25 Uhr nachts mit seinem Dodge Colt (Baujahr 1974) aus Süden kommend unterwegs Richtung San Diego und fuhr mit hoher Geschwindigkeit in einen Ford F-600, der auf dem rechten Fahrstreifen stand. Höchstwahrscheinlich war er am Steuer eingeschlafen, denn die Polizei konnte keine Bremsspuren feststellen. Die Wagenfront wurde bis zu den Sitzen zerquetscht, sodass Deyna auf der Stelle tot war. Die Obduktion stellte als Todesursache multiple injuries (Mehrfachverletzungen) fest. Identifiziert wurde er anhand seines Führerscheins, den er in seiner Hosentasche bei sich trug. Deyna hinterließ seine Frau und seinen Sohn.

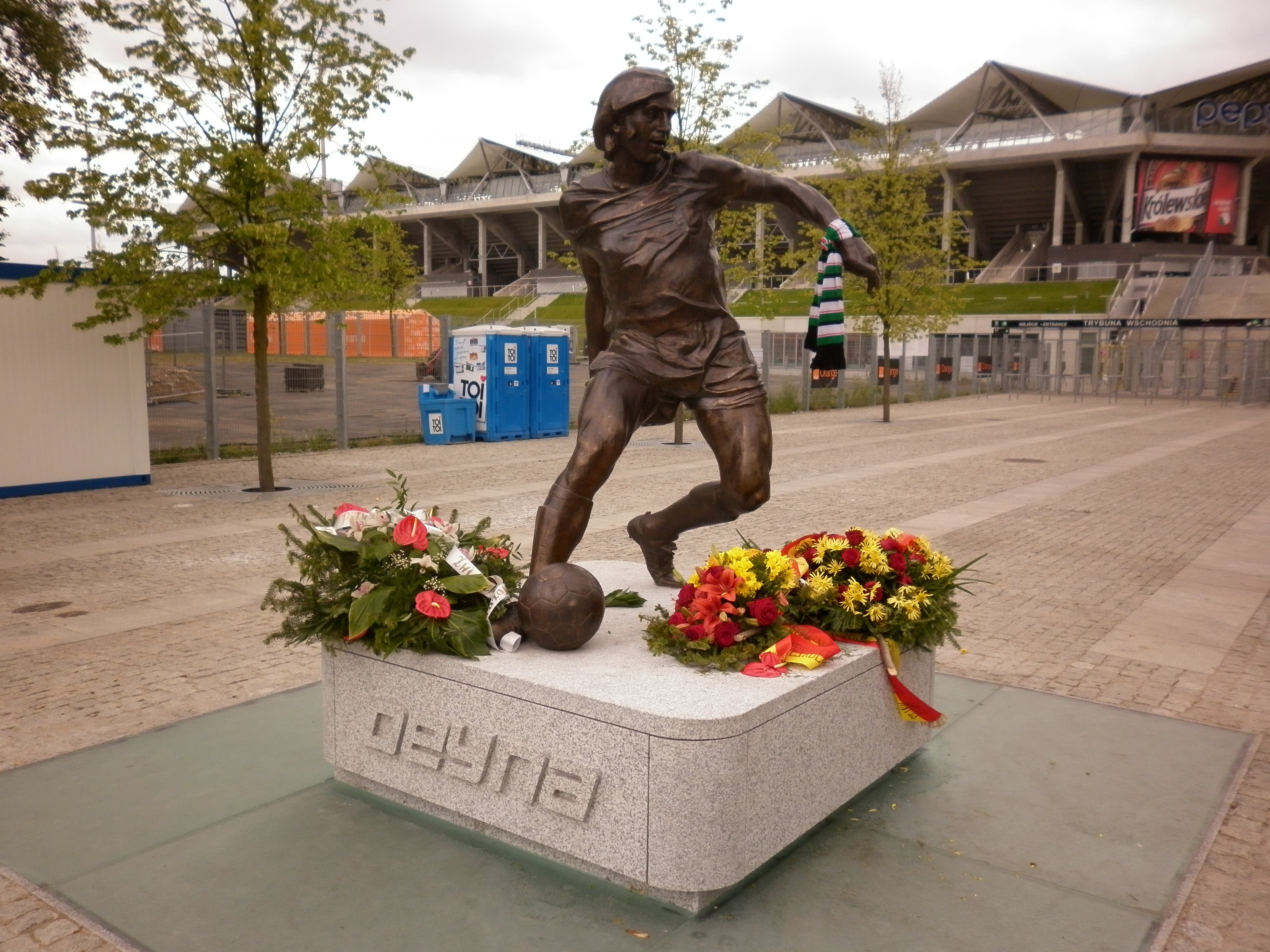
Deyna-Denkmal vor dem Stadion von Legia Warschau

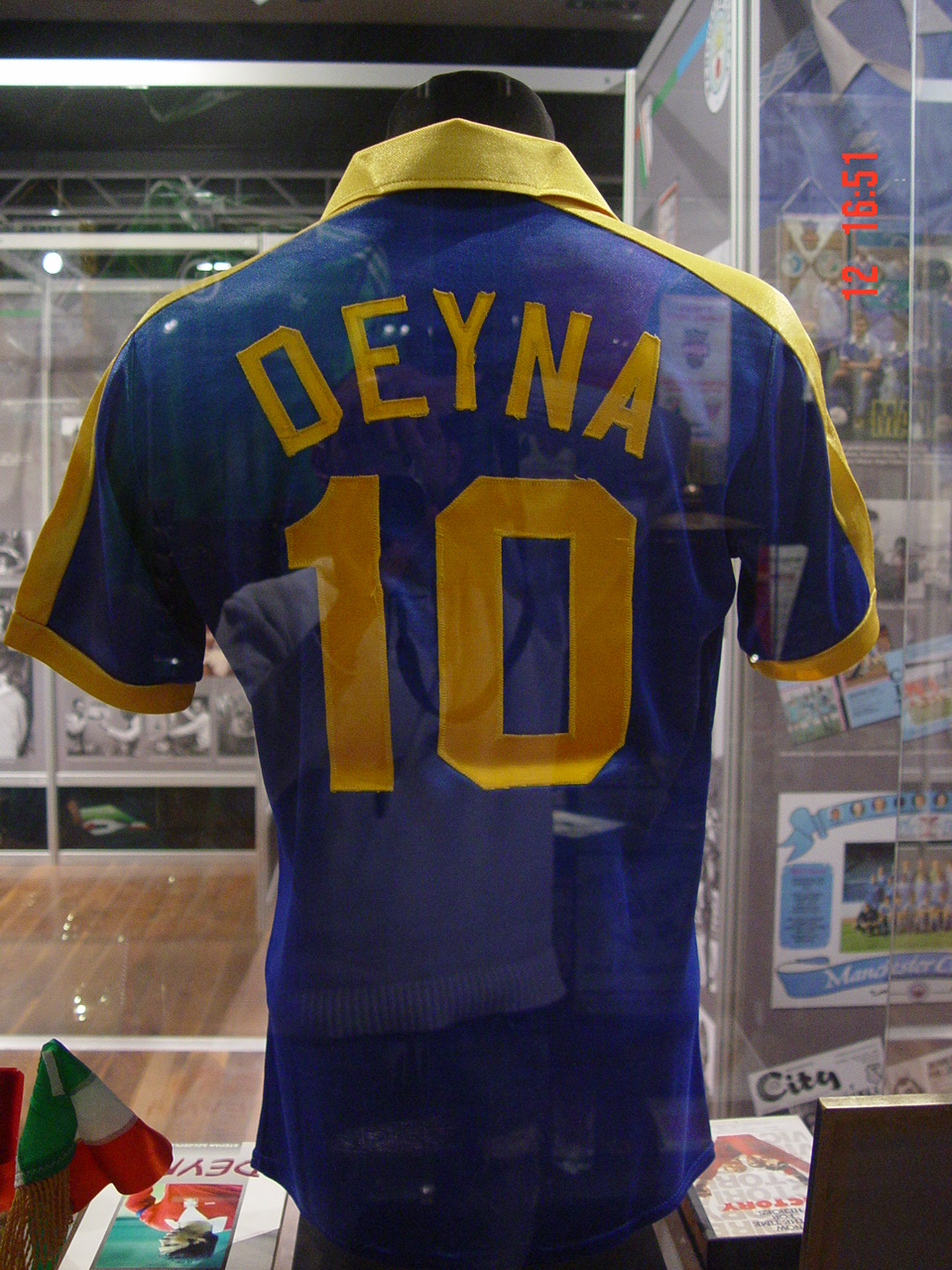
Deyna-Trikot der San Diego Sockers

## Begräbnisstätten
Deyna wurde zunächst auf dem Friedhof El Camino Memorial Park bei San Diego bestattet. Im Juni 2012 wurden seine sterblichen Überreste nach Warschau überführt und auf dem Powązki-Militärfriedhof beigesetzt.

## Erfolge
- Olympiasieger 1972 in München
- Silbermedaille 1976 bei den Olympischen Spielen in Montreal
- Dritter Platz bei der Weltmeisterschaft 1974 in der Bundesrepublik Deutschland
- Torschützenkönig der Olympischen Spiele 1972 (9 Tore in 7 Spielen)
- Polnischer Meister mit Legia Warschau in den Jahren 1969 und 1970
- Polnischer Pokalsieger im Jahre 1973 mit Legia Warschau
- Erreichen des Halbfinales im Europapokal 1969/70
- US-amerikanischer Meister (MISL) in den Jahren 1983, 1985, 1986.
- Zweimalige Wahl ins All-Star-Team der MISL (Most Valuable Midfielder)
- In den Wahlen zum Weltfußballer des Jahres, der von France Football bestimmt wird, wurde Deyna 1972 und 1973 Sechster, 1974 Dritter
- Wahl zum Fußballer des Jahrhunderts in Polen (1989)
- Fünfmal Fußballer des Jahres in Polen (gewählt dreimal durch das Magazin Sport, zweimal durch das Magazin Piłka Nożna)
- Wahl in die Elf des Jahres 1972 durch das Magazin Piłka Nożna
- Wahl zum Weltfußballer des Jahres 1974 durch das Magazin Kicker
- Nachträglich von der FIFA durch eine Internetabstimmung zum Besten Jungen Spieler der WM 1974

## Sonstiges
- 1981 spielte er in dem US-Film Flucht oder Sieg mit Sylvester Stallone, Michael Caine, Pelé und Bobby Moore.
- Die Rückennummer 10 wird bei Legia Warschau nach dem Tod von Kazimierz Deyna nicht mehr vergeben.
- Das Stadion in seiner Geburtsstadt Starogard Gdański ist nach ihm benannt. Am 9. Mai 2012 trug dort die polnische Fußballnationalmannschaft der Frauen erstmals ein Länderspiel aus. Gegner war Schottland.
- Der ARD-Reporter Steffen Simon meinte beim Vorrundenspiel Kolumbien gegen Polen bei der Fußball-Weltmeisterschaft 2018, Deyna auf der Tribüne erkannt zu haben, obwohl dieser zu dem Zeitpunkt seit fast dreißig Jahren tot war. Es wird vermutet, dass er diesen mit dessen Landsmann, den damaligen polnischen Verbandspräsidenten Zbigniew Boniek, verwechselt hat, der neben FIFA-Präsident Gianni Infantino auf der Tribüne saß.[2]